# جايسون بيشوب
جايسون بيشوب (بالإنجليزية: Jason Bishop)‏ هو ساحر استعراضي أمريكي، ولد في 23 يناير 1978 في نيوآرك في الولايات المتحدة.

## وصلات خارجية
- الموقع الرسمي